# Norbert Nusterer
Norbert Nusterer (* 12. Jänner 1969 in St. Pölten) ist ein ehemaliger österreichischer Basketballspieler.

## Laufbahn
Nusterer spielte im Nachwuchs der UKJ St. Pölten. 1986 nahm er mit der österreichischen Juniorennationalmannschaft an der Europameisterschaft im eigenen Land teil und erzielte im Turnierverlauf 6,7 Punkte pro Begegnung.
1990 stieg der 2,06 Meter große Innenspieler mit der UKJ St. Pölten in die Bundesliga auf und spielte mit der Mannschaft anschließend in der höchsten Spielklasse des Landes. Neben dem Basketballsport absolvierte Nusterer in Wien ein Studium der Betriebswirtschaft, weilte zeitweilig in den Vereinigten Staaten und erlangte später an der University of Michigan einen Masterabschluss in diesem Fach. 1993 gewann er mit St. Pölten den österreichischen Meistertitel. Er bestritt fünf A-Länderspiele für Österreich.
1996 wurde er für das Unternehmen Cummins Engine im US-Bundesstaat Indiana tätig, von 2001 bis 2004 arbeitete er für den deutschen Konzern SEG GmbH (seinerzeit eine Tochtergesellschaft von Cummins Engine), spielte in dieser Zeit Basketball für den Verein ART Düsseldorf und arbeitete später wieder in leitender Stellung für Cummins in den USA. Dort spielte er in der Freizeit weiterhin Basketball.